# Császló
Császló község Szabolcs-Szatmár-Bereg vármegyében, a Fehérgyarmati járásban.

## Fekvése
Császló Magyarország legkeletebbi szegletében, Szabolcs-Szatmár-Bereg vármegye aprófalvas térségében, a Szatmári-síkon fekszik. Távolsága Budapesttől közúton 321, Nyíregyházától 93 kilométer.
Szomszédai: északkelet felől Gacsály, dél felől Csengersima, délnyugat felől Csegöld, nyugat felől Jánkmajtis, észak-északnyugat felől pedig Kisnamény.
Az Árpád-kori falvak szerkezetét, így Császlóét is alapvetően meghatározta természeti környezete. Általában állóvíz vagy vízfolyás közelében, de árvízmentes magaslaton létesültek.

### Megközelítése
A település központján áthalad, nagyjából nyugat-keleti irányban a Csegöldöt Gacsállyal összekötő 4128-as út, közúton ezen érhető el a két végponti település felől. Elhalad a közigazgatási területén, az előbbitől délre a Csegöldtől Rozsályig vezető 4146-os út is, de az a belterületét elkerüli. A két utat a 41 136-os számú mellékút köti össze.
Az ország távolabbi részei felől a legegyszerűbben Mátészalkán keresztül közelíthető meg, ahonnan Csengersimáig érdemes elmenni a 49-es főúton, majd onnan Csegöldig a 4127-es, utána pedig a 4128-as úton lehet eljutni a településre.
A hazai vasútvonalak közül a települést a Nyíregyháza–Mátészalka–Zajta-vasútvonal érinti, átszelve a közigazgatási területének északi részét. Megállási pontja azonban ott nincs a vasútnak, a legközelebbi megállóhely a Gacsályon található Gacsály megállóhely, jó két kilométerre északkeletre.

## Története

### Nevének jelentése
A szó első fele chash = kas-kosár-karám perzsa eredetű honfoglalás előtti magyar szó, a szó második fele a lou= ló szintén magyar szó, melyet még a népnyelvben a mai napig megőriztünk lu=ló szavunkban. A lókosár, lókarám ez a honfoglalás korában telelőkarám volt. Itt védelmezték a harci lovakat őseink. Az állatokat őrző, óvó helyek lakott helyek voltak. A mai falu neve honfoglalás kori, azóta magyarok által lakott település.

### Középkor
A település és környéke ősidők óta lakott hely, környékén egy földvár maradványai láthatók.
Ásatási leletek alapján a településen lévő monostor már az 1241-es tatárjárás előtt állt, a Káta nemzetség építtette, az 1150-es évek környékén épülhetett a bencés monostor.
A falu neve először II. András király  egyik adománylevelében(1231) szerepel Chaslou néven, aztán
1235-ben Chazlo, majd Chazlomonostora formában, 1447-ben pedig Chaslo alakban bukkan fel az okiratokban.
1378-ban a Csarnavoday családé, 1447-ben a Vetési családot iktatták birtokába.
1449-ben a Csarnavodayak révén birtokot kaptak itt Szepessy Péter és István.

### Újkor
Az 1520-as években Nádasdy Mátyás nemesi kúriája állhatott a ma is élő, mintegy 450 évesnek tartott somfa környékén.
A 16. században a Szenyesyek szerezték meg: Szenyesy Lukácsé és Szenyesy István fiaié 1552-ben.
A 17. században a Ramocsa, Kámondy és Zinnyérváraljai Horváth család birtoka.
Egy 1675-ös összeíráson Császlóban, mely akkor Serédy Benedek birtok, nemesi kúriát, szőlőbirtokot, malmot jegyeztek fel.
A faluból származik a nagykárolyi boszorkányperben 1745-ben boszorkányság vádjával  – 18 tanú vallomása alapján – megégetett Rekettye Pila és Varga Anna.
1761-ben a településen tartották a vármegyegyűlést.
A 18-19. században a Rápolty, Maróthy Nagy, Mátay, Tolnay, Gencsy, Vetéssy és Jármy családoké.

### 20. század
A 20. század elején báró Vécsey Aurél
nak volt itt nagyobb birtoka.
A község háborús hősei:
- 1914-1918: Badar Bálint, Csernyi Andor, Kiss Sándor, Porkoláb András, Simon Zoltán, Tóth Bálint és Pintye Miklós.
- 1941-1945: Horváth József, Keresztesi Tibor, Kiss Gábor, Kiss Gyula, Makai Lajos, Mester Bálint, Nagy Endre, Nagy Pál, Nyíri Pál, Pesti Gyula, Sinka András, Szilágyi Pál, Tarr Imre, Törő István, Kanyó László.

A bevonuló Vörös Hadsereg 1944-ben a falu több lakóját is a Szovjetunióba internálta.
A második világháború után a falu több jelentős épülete is tönkrement, ezeket lebontották, a parkok fáit kivágták.

## Közélete

### Polgármesterei
- 1990–1994: Tóth Sándor (független)[4][5]
- 1994–1998: Tóth Sándor (független)[6][7]
- 1998–2002: Kanyó József György (független)[8][9]
- 2002–2003: Kanyó József György (független)[10]
- 2004–2006: Porkoláb Zsigmond (független)[11]
- 2006–2010: Porkoláb Zsigmond (független)[12]
- 2010–2014: Porkoláb Zsigmond (független)[13]
- 2014–2017: Porkoláb Zsigmond (független)[14][15]
- 2017–2019: Tóth Sándor József (független)[16][17]
- 2019–2020: Tóth Sándor (független)[18]
- 2020–2022: Kanyó József (független)[19]
- 2022–2024: Pásztor György (független)[20]
- 2024– : Pásztor György (független)[1]

A településen 2004. február 1-jén időközi polgármester-választást kellett tartani, az előző polgármester halála miatt. 2017. október 8-án ismét időközi polgármester-választás zajlott Császlón, ugyanilyen okból.
A 2019–2024 közti választási ciklusban kétszer is időközi választást kellett tartani Császlón: 2020. október 11-én azért, mert a képviselő-testület július 21-én feloszlatta magát, 2022. július 3-án pedig azért, mert az addigi faluvezető 2021. augusztus 17-én lemondott.

## Népesség
A település népességének változása:
| Lakosok száma | 346  | 340  | 362  | 337  | 327  | 321  | 327  |
|               | 2013 | 2014 | 2015 | 2021 | 2022 | 2023 | 2024 |

2001-ben a község lakosságának közel 100%-a magyar nemzetiségűnek vallotta magát.
A 2011-es népszámlálás során a lakosok 100%-a magyarnak, 15,3% cigánynak, 0,3% németnek, 2,1% románnak mondta magát (a kettős identitások miatt a végösszeg nagyobb lehet 100%-nál). A vallási megoszlás a következő volt: római katolikus 17,1%, református 58,8%, görögkatolikus 17,4%, evangélikus 0,6%, felekezeten kívüli 1,8% (3,8% nem válaszolt).
2022-ben a lakosság 93%-a vallotta magát magyarnak, 17,7% cigánynak, 0,9% románnak, 0,6% németnek, 0,3% ukránnak, 0,3% egyéb, nem hazai nemzetiségűnek (5,8% nem nyilatkozott; a kettős identitások miatt a végösszeg nagyobb lehet 100%-nál). Vallásuk szerint 13,1% volt római katolikus, 37,3% református, 18,7% görög katolikus, 0,3% evangélikus, 3,4% felekezeten kívüli (27,2% nem válaszolt).

## Nevezetességei
- Egykor a kis arborétum, az úgynevezett erdészkert különösen szép platán, hárs, juhar, vadgesztenye és egyéb díszfái álltak  Erzsébet királyné emlékére.
- A református templom előtti gesztenyefát 1898-ban ültették Erzsébet királyné emlékére. Ez a fa villám sújtotta állapotban van.
- A késő barokk stílusú templom körüli kertben szép régi sírkövek láthatók.
- További érdekesség, hogy a Rátz-kertben áll Európa valószínűleg legidősebb élő somfája. A kb. 450 éves növény törzsének átmérője 1,5 m, magassága 7 méter.
- Árpád-kor-i földhalomvár (motte)
- Református templom (késő barokk - 1798)
- 2009 márciusában Császló határában bronzkori kincslelet került elő.

## Híres szülöttei
- Rátz Péter (Császló, 1879. október 27.- Nagypeleske, 1945. augusztus 28.) magyar festő, a Nagybányai művésztelep jeles képviselője.
- Dr. Jármy István (Császló, 1879. május 5. - 1941. június 18.) ügyvéd, Nagymagyarország utolsó parlamentjének országgyűlési képviselője.
- Dr. Jármy Béla (Császló, 1881. május 25. - Sátoraljaújhely, 1961. február 3.) ügyvéd, 1908 - ban Szatmár vármegye főügyésze, 1920 -1922 - ig Szabolcs vármegye főispánja.
- Filep György (Császló, 1932. május 29. - Debrecen, 2003. április 21.) - Kémia-fizika szakos tanár, műszeres analitikus, talajvegyész
- Filep László (Császló, 1941. december 6. - Nyíregyháza, 2004. november 19.) - főiskolai tanár, matematikatörténész